# 高雄市政府原住民事務委員會
高雄市政府原住民事務委員會（簡稱高雄市原民會），是高雄市政府所屬的一級機關，為高雄市專門負責原住民事務的機構，於2003年1月1日成立於高雄市前鎮區翠亨北路390號。
2010年高雄縣市合併，與高雄縣政府原住民處合併為高雄市政府一級機關。2013年高雄市政府鳳山行政中心改建完工，甫於當年12月搬遷至現址辦公。

## 組織架構

### 會內單位
- 教育文化組
- 衛生福利組
- 公共建設組
- 經濟及土地管理組
- 秘書室
- 會計室
- 人事室

## 外部連結
- 高雄市政府原住民事務委員會 （页面存档备份，存于）（中文）